# Zadvarje
Zadvarje (olaszul: Duare) falu és község Horvátországban Split-Dalmácia megyében.

## Fekvése
Splittől légvonalban 37, közúton 59 km-re keletre, Makarskától légvonalban 18, közúton 29 km-re északnyugatra, Közép-Dalmáciában a Dalmát Zagora területén a Cetina bal partján és kis részben a tengerparton fekszik. Településrészei Dubci, Potpoletnica, Krnići, Krželji, Popovići, Santrići, Pejkovići és Zadvarje, melyeken ma összesen nem egészen háromszáz ember él. Parti részét a Vrulja-öböl egy négy kilométeres szakasza képezi. A tengerparttól területe meredeken emelkedik a 280 méter magasságban fekvő Dubci felé, mely az egyetlen olyan településrésze, melynek parti és tengermelléki területe is van.

## Története
A település neve az indoeurópai eredetű „duare” szóból ered, melynek jelentése kapu, átjáró. Az itt talált régészeti leletek is alátámasztják, hogy itt már a történelem előtti időkben nagyon élénk élet folyt. Számos halomsír található a dubci halmoktól Remnicán, Čikaševacon, Plani-Podin, Krnićen át a podi romokig, Škrabićnál, és a Gornji Brelin fekvő Suborišćén, Zadvarje (Duare) ősi vára körül, Šestanovactól és Katunitól délre a Cetina szurdokáig, valamint e településektől északra is. Az ókori források szerint valahol ezen a vidéken feküdt Inaronia. Az első ismert itt élt nép az illírek egyik törzse a dalmaták voltak, akik a magaslatokon épített, jól védhető erődített településeikben laktak. Innen könnyen ellenőrizni tudták a környező vidéket. Többségük állattartással foglalkozott, kisebb részük pedig földművelésből élt. A rómaiak csak hosszú ideig tartó harcok után hódították meg ezt a vidéket, melyek az i. e. 156. évtől egészen 9-ig tartottak. Az illírek elleni 9-ben aratott végső győzelem után Dalmáciára békésebb idők következtek, mely időszak 378-ig a nagy népvándorlásig tartott. Az illír lakosság nagy gazdasági fejlődésen ment át és romanizálódott. A kora középkorban ezen a vidéken feküdt Berulia is, melyet Bíborbanszületett Konstantin bizánci császár említ. A kora középkor emléke a kreševói karoling kard, a potpoletnicai településrészen levő Bajićin előkerült kopja, valamint a slimei temetőben talált fülbevaló. A mai horvátok ősei a 7. században az avar hódítás után érkeztek ide és 925-ben megalapították királyságukat. A Horvát Királyság uralma kétszáz évig tartott, ezután a többi horvát területtel együtt a 12. század elején a magyar királyok fennhatósága alá került. Zadvarje fekvésénél fogva találkozási pontja volt a tengerpartról a Dalmácia belsejébe, illetve Bosznia és Hercegovina felé irányuló kereskedelemnek. E kiemelt szerepét Cupilli érsek is megemlíti 1708-ban az egyházlátogatás során. A régi vásárok hagyománya ma is él, hiszen minden kedden, valamint Páduai Szent Antal (június 13.) és Szent Bertalan (augusztus 24.) napján ma is tartanak vásárokat a településen.
Zadvarje első írásos említése 1408-ban történt amikor a bosnyák király és alattvalóinak birtoka volt. Területe a nagy kiterjedésű radobiljai plébániához tartozott, melyet 1376-ban egy birtokper kapcsán említenek először. 1440 körül Stjepan Vukčić-Kosača bosnyák herceg birtoka, majd ennek halála után rövid ideig velencei birtok is volt. 1450 körül a herceg a velenceiek élénk tiltakozása ellenére vár és a Cetinán átívelő híd építésébe kezdett. A vár építését siettette a fokozódó török veszély is. Az építés befejezése mindenképpen 1482 előtt történt mert az ekkor keltezett Poljicai statutum már várként említi, melyet a 15. század végi és 16. század eleji források is megerősítenek. A török-velencei háborúk során ez a terület hosszú ideig a senki földje volt, az 1503-ban a szultán és dózse között kötött béke értelmében azonban török kézre került. A lakosság nagy része már korábban délre a tengermellékre, főként Poljica, Kaštel és a Brać-sziget környékére menekült. 1572-ben a poljicai születésű Ugrinović püspök török ellenes felkelést robbantott ki, melynek során rövid időre a térség velencei kézre került. 1573-ban azonban már újra török kézen volt és a török hadak végigpusztították vidékét. 1646-ban Szent Bertalan napján is felszabadult rövid időre, de az ezt követő békében újra a töröké lett. Az egyik legnagyobb összecsapás 1652-ben zajlott le, melynek során Krsto Zavoreo és Juraj Papalić vezetésével háromezer keresztény katona indult Duare várának elfoglalására. Először Sliménél, majd a radobiljai Katunnál is szétvertek egy török sereget, ezt követően pedig elfoglalták a várat, mely ezúttal is gyorsan visszakerült török kézre. Végleges felszabadítása csak 1684-ben történt meg. Már a következő évben 1685-ben nagy török had táborozott a radobiljai területen valószínűleg Katuni-Šestanovac-Žeževica térségében és Duare várának nagy török ostromot kellett elszenvednie. Akkori kapitánya a spalatói Agostino Tartaglia azonban váratlanul kitört a várból és a pánikba esett ellenség elmenekült. A vár a török veszély megszűnésével elveszítette jelentőségét, a várkápolna azonban még a 19. század elejéig használatban volt. A település ezután is fontos kereskedelmi központ maradt. A velencei uralomnak 1797-ben vége szakadt és osztrák csapatok vonultak be Dalmáciába. 1806-ban az osztrákokat legyőző franciák uralma alá került, de Napóleon lipcsei veresége után 1813-ban újra az osztrákoké lett. A településnek 1857-ben 371, 1910-ben 695 lakosa volt. 1918-ban az új szerb-horvát-szlovén állam, majd később Jugoszlávia része lett. A háború után a szocialista Jugoszláviához került. 1991 óta a független Horvátországhoz tartozik. 2011-ben a településnek 289 lakosa volt.

## Lakosság
| Lakosság változása | Lakosság változása | Lakosság változása | Lakosság változása | Lakosság változása | Lakosság változása | Lakosság változása | Lakosság változása | Lakosság változása | Lakosság változása | Lakosság változása | Lakosság változása | Lakosság változása | Lakosság változása | Lakosság változása | Lakosság változása |
| ------------------ | ------------------ | ------------------ | ------------------ | ------------------ | ------------------ | ------------------ | ------------------ | ------------------ | ------------------ | ------------------ | ------------------ | ------------------ | ------------------ | ------------------ | ------------------ |
| 1857               | 1869               | 1880               | 1890               | 1900               | 1910               | 1921               | 1931               | 1948               | 1953               | 1961               | 1971               | 1981               | 1991               | 2001               | 2011               |
| 371                | 0                  | 455                | 233                | 543                | 695                | 803                | 920                | 744                | 719                | 597                | 431                | 317                | 292                | 277                | 289                |

## Nevezetességei
- Duare vára[4] a 15. század második felében épült annak a fontos kereskedelmi útnak a védelmére, amely a közép-dalmáciai tengerpartról Dalmácia belső részei felé vezetett. A vár háromszög alaprajzú két kerek toronnyal, melyek az északnyugati és a délkeleti sarkon helyezkednek el. A falakon belül az őrség és a kapitány szállásai, egy kápolna, ciszterna, fegyverraktár és lőportár volt. Amikor a 16. század elején török kézre került új urai tőle a keletre fekvő Avala és Poletnica tornyaival erősítették meg. A 17. század során gyakran került keresztény, majd újra török kézre. A sorozatos ostromok következtében megrongálódott. Ezt követően fából épített paliszáddal, alsó részén pedig kőfallal vették körül. Déli oldalán az utazók számára kis betérőt építettek. 1684-ben felszabadították, de ezt követően elveszítette jelentőségét. Felújítása 2004-ben kezdődött.
- Páduai Szent Antal tiszteletére szentelt régi plébániatemploma[5] a 18. század elején épült a településen kívüli temető területén. E helyen állt a korábbi templom is, melynek építési ideje nem ismert. Cupilli érsek 1718-as egyházlátogatásakor néhány évvel korábban épültnek mondja, ezért feltételezhetően 1710 és 1715 között épült. A templom abban az időben még nem volt teljesen kész, mert csak 1739-ben szentelte fel Kačić érsek. Hosszúsága 17 és háromnegyed könyök, szélessége 8 és háromnegyed könyök volt. 1762-ben Dinarić érsek bővítését rendelte el. A kibővített és megújított épületet 1774-ben szentelték újra, melyre a homlokzaton elhelyezett tábla emlékeztet. A templom csúcsíves boltozattal és négyszögletes apszissal rendelkezik. A homlokzat feletti harangtorony 1838-ban épült három harang számára. Három oltára Szent Antal, Nepomuki Szent János és a Rózsafüzér királynője tiszteletére van szentelve. 1988-ban megújították. Ekkor cserélték tetőzetét és készítették el a szembemiséző oltárt.
- Jézus Szentséges Szíve tiszteletére szentelt új plébániatemploma 1990-ben a plébániaház mellett épült. Az építés 1985-ben kezdődött a paderborni érsekség anyagi támogatásával. A templom szerkezetébe illesztették be a II. világháború idején épített Jézus Szíve kápolnát, mely eredetileg a plébános házi kápolnája volt. A kommunista uralom idején itt tartották a hittanórákat is. Felszentelése 1990. augusztus 19-én történt. 2003. június 27-én Jézus szíve ünnepén szentelte fel Barišić érsek az oltár mögé helyezett életnagyságú új Jézus szíve szobrot, mely a Németországban élő helyi születésű Marijan Santrić ajándéka.
- A vrbnjai Szent Katalin kápolna 1760 körül épült. Dinarić érsek az 1762-es vizitáció során említi először. Mivel az idő vasfoga kikezdte 1878 és 1883 között újjáépítették.

## Gazdaság
A nem is olyan távoli múltban a Vrban mező volt a falu gazdálkodásának központja, ahol a zadvarjaiak saját szükségletükre szőlőt, burgonyát, mángoldot és más kultúrnövényeket termesztettek. A mezőt még most is művelik, de aranykora a bolt és a gyorsforgalmi út megépítése után leáldozott. A falutól mintegy 500 méterre halad át az A1-es autópálya, a tengerpart felé irányuló forgalom fő ütőere. A településnek postája, üzeme, benzinkútja, boltja , vendéglátó egységei, idősotthona és tűzoltó szerháza van. Az önkéntes tűzoltóegylet mintegy húsz tagot számlál. Az ipari övezet kiépítése folyamatban van. Az autópálya közelsége miatt jelentős a turistaforgalom. Zadvarje keddenként rendezett állatvásárairól is nevezetes. A település napja Szent Bertalan apostol ünnepe augusztus 24. amikor nagy vásárt és fesztivált tartanak. Ugyancsak nagy vásárt rendeznek június 13-án Szent Antal ünnepén is.